# Jacob Ondrejka
Jacob Axel Per Ondrejka (Landskrona, 2 settembre 2002) è un calciatore svedese, attaccante del Parma.

## Caratteristiche tecniche
È un'ala sinistra.

## Carriera

### Club
Cresciuto nel settore giovanile del Landskrona BoIS, dove arriva nel 2014 proveniente dal BK Landora, viene promosso in prima squadra nel 2019; fa il suo esordio il 7 aprile giocando l'incontro di Division 1 vinto 1-0 contro il FC Trollhättan.
Nel gennaio del 2020 passa all'Elfsborg con cui firma un contratto triennale; esordisce diciottenne in Allsvenskan il 14 giugno subentrando nel match valido per la prima giornata e vinto 1-0 contro l'IFK Göteborg.
Il 18 aprile 2023 viene annunciato che, a partire dal successivo 1º luglio, il ventenne Ondrejka sarebbe passato a titolo definitivo ai belgi dell'Anversa con un contratto quinquennale. Fino a quella data continua a giocare nell'Allsvenskan 2023 con l'Elfsborg, contribuendo a mantenere la squadra in lotta per il primo posto grazie al suo apporto di 7 gol e 4 assist nelle prime 12 giornate.
Dopo una stagione e mezza in Belgio, si trasferisce al Parma per sette milioni di euro, firmando un contratto fino al 2029. Il 31 gennaio 2025 esordisce in serie A nella partita casalinga contro il Lecce, persa per 1-3, rilevando Matteo Cancellieri al 75'. Il 5 aprile segna il suo primo gol con i ducali, completando la rimonta da 0-2 a 2-2 in casa contro l'Inter. Il 28 aprile realizza una doppietta, portando i ducali sul 2-0 in casa della Lazio, nella partita poi conclusa sul pareggio per 2-2. Il 25 maggio realizza un'altra doppietta nel successo per 3-2 in rimonta contro l'Atalanta al Gewiss Stadium, che ha portato la matematica salvezza per il Parma.   

### Nazionale
Ha giocato nelle nazionali giovanili svedesi Under-19 ed Under-21.
Nel 2023 ha giocato una partita con la nazionale maggiore svedese, nella quale ha anche messo a segno un gol.

## Statistiche

### Presenze e reti nei club
Statistiche aggiornate al 19 gennaio 2025.
| Stagione        | Squadra         | Campionato      | Campionato | Campionato | Coppe nazionali | Coppe nazionali | Coppe nazionali | Coppe continentali | Coppe continentali | Coppe continentali | Altre coppe | Altre coppe | Altre coppe | Totale | Totale | Totale |
| Stagione        | Squadra         | Comp            | Pres       | Reti       | Comp            | Pres            | Reti            | Comp               | Pres               | Reti               | Comp        | Pres        | Reti        | Pres   | Reti   |        |
| --------------- | --------------- | --------------- | ---------- | ---------- | --------------- | --------------- | --------------- | ------------------ | ------------------ | ------------------ | ----------- | ----------- | ----------- | ------ | ------ | ------ |
| 2019            | Landskrona BoIS | D1              | 23+1       | 1+0        | CS              | 0               | 0               | -                  | -                  | -                  | -           | -           | -           | 24     | 1      |        |
| 2020            | Elfsborg        | A               | 21         | 1          | CS+CS           | 3+4             | 0+1             | -                  | -                  | -                  | -           | -           | -           | 28     | 2      |        |
| 2021            | Elfsborg        | A               | 28         | 3          | CS              | 6               | 5               | UECL               | 3                  | 0                  | -           | -           | -           | 37     | 8      |        |
| 2022            | Elfsborg        | A               | 30         | 4          | CS              | 0               | 0               | UECL               | 2                  | 0                  | -           | -           | -           | 32     | 4      |        |
| gen.-lug. 2023  | Elfsborg        | A               | 12         | 7          | -               | -               | -               | -                  | -                  | -                  | -           | -           | -           | 12     | 7      |        |
| Totale Elfsborg | Totale Elfsborg | Totale Elfsborg | 91         | 15         |                 | 13              | 6               |                    | 5                  | 0                  |             | -           | -           | 109    | 21     |        |
| 2023-2024       | Anversa         | D1              | 14+9       | 5+0        | CB              | 3               | 0               | UECL               | 2                  | 0                  | SB          | 1           | 0           | 29     | 5      |        |
| 2024-gen. 2025  | Anversa         | D1              | 22         | 7          | CB              | 4               | 0               | -                  | -                  | -                  | -           | -           | -           | 26     | 7      |        |
| Totale Anversa  | Totale Anversa  | Totale Anversa  | 36+9       | 12+0       |                 | 7               | 0               |                    | 2                  | 0                  |             | 1           | 0           | 55     | 12     |        |
| gen.-giu. 2025  | Parma           | A               | 12         | 5          | CI              | -               | -               | -                  | -                  | -                  | -           | -           | -           | 12     | 5      |        |
| Totale carriera | Totale carriera | Totale carriera | 174        | 33         |                 | 20              | 6               |                    | 7                  | 0                  |             | 1           | 0           | 202    | 39     |        |

### Cronologia presenze e reti in nazionale
| Cronologia completa delle presenze e delle reti in nazionale ― Svezia | Cronologia completa delle presenze e delle reti in nazionale ― Svezia | Cronologia completa delle presenze e delle reti in nazionale ― Svezia | Cronologia completa delle presenze e delle reti in nazionale ― Svezia | Cronologia completa delle presenze e delle reti in nazionale ― Svezia | Cronologia completa delle presenze e delle reti in nazionale ― Svezia | Cronologia completa delle presenze e delle reti in nazionale ― Svezia | Cronologia completa delle presenze e delle reti in nazionale ― Svezia |
| Data                                                                  | Città                                                                 | In casa                                                               | Risultato                                                             | Ospiti                                                                | Competizione                                                          | Reti                                                                  | Note                                                                  |
| --------------------------------------------------------------------- | --------------------------------------------------------------------- | --------------------------------------------------------------------- | --------------------------------------------------------------------- | --------------------------------------------------------------------- | --------------------------------------------------------------------- | --------------------------------------------------------------------- | --------------------------------------------------------------------- |
| 12-1-2023                                                             | Faro                                                                  | Svezia                                                                | 2 – 1                                                                 | Islanda                                                               | Amichevole                                                            | 1                                                                     |                                                                       |
| Totale                                                                |                                                                       | Presenze                                                              | 1                                                                     |                                                                       | Reti                                                                  | 1                                                                     |                                                                       |

## Palmarès

### Club

#### Competizioni nazionali
- Supercoppa del Belgio: 1

Anversa: 2023